# Коди, Сэмюэл
Сэмюэл Франклин Коудери (англ. Samuel Franklin Cowdery; 6 марта 1867 — 7 августа 1913), позже известный как Сэмюэл Франклин Коди (англ. Cody) — американский и британский пионер авиации, участник ковбойских шоу. Наиболее известен своими работами над проектами больших боевых воздушных змеев, которые использовались британцами в Первой мировой войне для артиллерийской разведки в качестве альтернативы воздушным шарам. 16 октября 1908 года он совершил первый в Великобритании полёт на аэроплане. Из-за сходства в имени и внешности его часто путали с ковбоем Уильямом Фредериком Коди по прозвищу Буффало Билл.

## Биография

### Ранние годы
О ранних годах жизни Коди сохранилось мало информации, большая часть сведений зафиксирована с его собственных слов. Сэмюэл Франклин Коудери родился в городе Давенпорт (Айова), хотя долгое время сам называл своим местом рождения Бёрдвилль (Техас). Он ходил в школу только до 12 лет. По его рассказам, он жил жизнью обычного ковбоя, охотился на буйволов, научился ездить верхом, метко стрелять и метать лассо. Он также утверждал, что во время золотой лихорадки на Аляске занимался золотодобычей на территории современного города Доусон (Канада).

### Ковбойские шоу

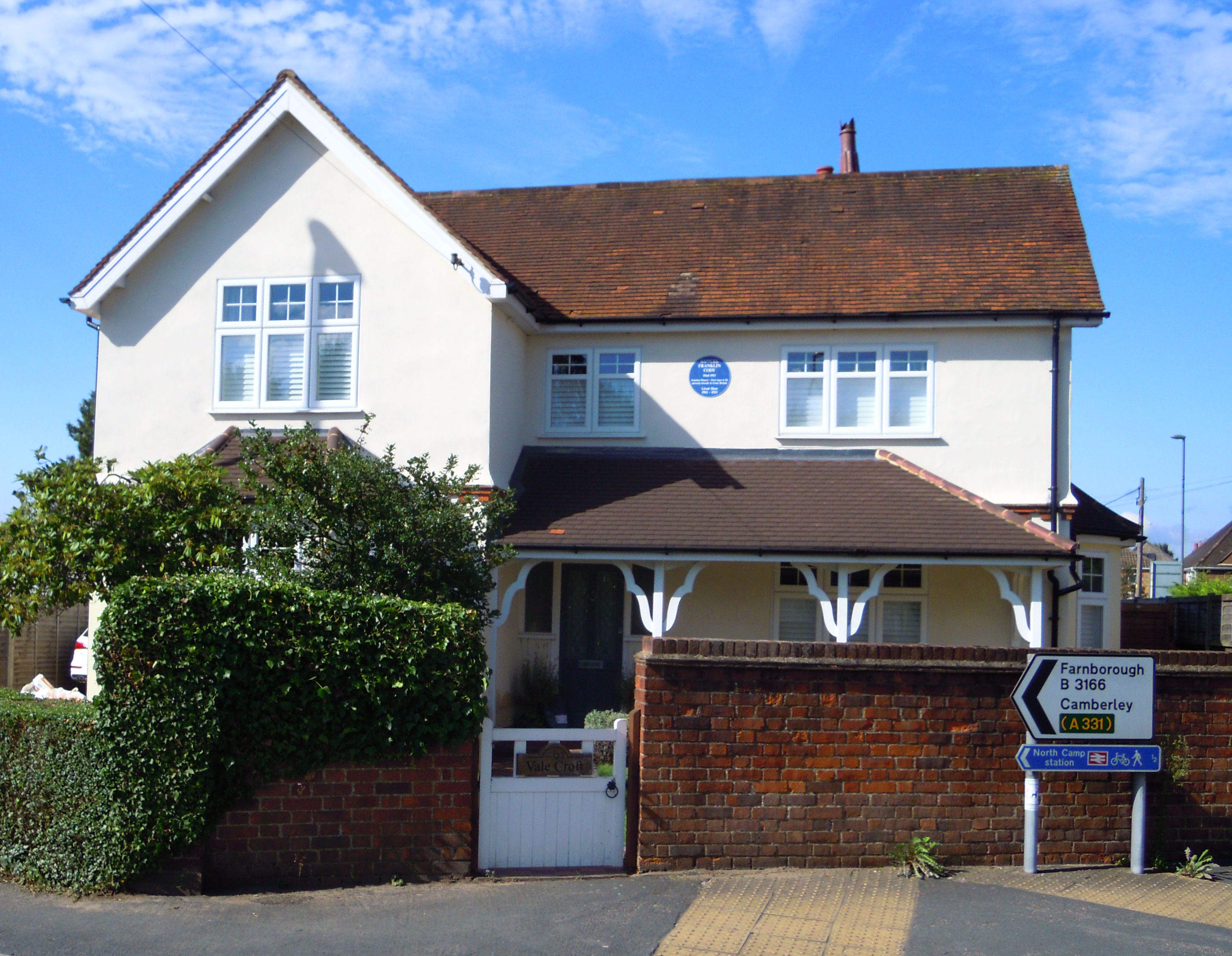
Дом, в котором жил Коди, в Суррее

В 1888 году, в возрасте 21 года, Коди начал гастролировать по США с цирком Эдама Форепау, в программе которого было шоу «Дикий Запад». Он выступал под именем «Капитан Коди, король ковбоев». В следующем году он женился на Мод Марии Ли в Норристауне, штат Пенсильвания, в свидетельстве о браке за апрель 1889 года значилось имя Сэмюэл Франклин Коди.
В 1890 году Коди прибыл в Европу, заявив, что он сын ковбоя Буффало Билла, хотя на самом деле они не были родственниками. Коди вместе со своей женой отправились в гастроли по Англии. Мод использовала псевдоним Лилиан Коди, который сохранила до конца своей сценической карьеры. В Лондоне они встретились с миссис Элизабет Мэри Кинг (в девичестве Дэвис), женой Эдварда Джона «Теда» Кинга, лицензированного владельца паба. У пары было четверо детей, и миссис Кинг хотела, чтобы её сыновья также выступали. В 1891 году Мод научила мальчиков стрелять, но затем вернулась в США без мужа. Имеющиеся данные свидетельствуют о том, что к осени 1891 года Мод не могла выступать со своим мужем из-за диагностированной шизофрении, сопряжённой с пристрастием к морфию.
После того, как Мод Коди вернулась в Америку, миссис Кинг бросила своего мужа и начала жить с Коди. Она взяла с собой троих сыновей, а дочь Лиз оставила с мужем, у которого была ранняя стадия болезни Брайта. Находясь в Англии, Коди и миссис Кинг жили вместе гражданским браком. Она взяла имя Лила Мари Коди и считалась его законной женой. Ее младшие сыновья, Леон и Вивиан, также получили фамилию Коди; старший сын, Эдвард, носил фамилию Ле Рой. Однако на тот момент ни Коди, ни Кинг не развелись со своими прежними супругами.
Находясь в Англии, Коди со своей новой семьёй совершил турне по популярным в то время концертным залам. Они демонстрировали свои навыки верховой езды, стрельбы и метания лассо. Во время гастролей по Европе в середине 1890-х годов Коди организовал серию гонок в формате конник против велосипедиста. В течение пяти лет он бросал вызов лучшим европейским велосипедистам и одерживал победы. Журнал Cycling Magazine негативно отозвался о таком формате соревнований. К 1898 году Коди увлёкся мелодрамой и написал пьесу из пяти частей под названием «Самородок Клондайка» (англ. The Klondike Nugget). Чтобы популяризировать пьесу, Коди создал постер по образцу одного из плакатов Баффало Билла, заменив его лицо своим. Пьеса стала очень успешной, в ней участвовали все трое сыновей его гражданской жены.

### Воздушные змеи

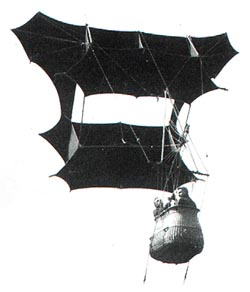
Воздушный змей, созданный Коди

До конца неизвестно, при каких обстоятельствах Коди увлёкся воздушными змеями. Сам Коди любил рассказывать историю о том, что первым его вдохновил китайский повар; который, по-видимому, научил его строить большие воздушные змеи и даже летать на них. Однако, более вероятно, что интерес Коди к воздушным змеям появился у него благодаря дружбе с аэронавтом Огюстом Годроном, которого Коди встретил во время выступления в Александра-паласе. Коди хотел создать воздушного змея, способного летать на больших высотах и нести человека. Его пасынок Леон также заинтересовался, и они соревновались в создании больших воздушных змеев, способных летать на всё большую высоту. Вивиан также присоединился к отчиму и брату.
Коди значительно усовершенствовал двухъярусного коробчатого змея Лоуренса Харгрейва (от которого и получал финансирование), добавив крылья с обеих сторон, что позволило увеличить его подъёмную силу. Он также разработал сложную систему управления несколькими воздушными змеями в одной конструкции, которая была способна подниматься на сотни метров и перевозить нескольких человек в гондоле. Выполнив ряд демонстрационных полётов, он запатентовал своё изобретение в 1901 году под названием «военный воздушный змей с пилотом на борту».
Воздушные шары использовались в то время для метеорологических наблюдений и военной разведки, но они могли летать только при слабом ветре. Коди понял, что воздушные змеи, которые могут эксплуатироваться только при сильном ветре, позволят выполнять эти задачи в более широком диапазоне погодных условий. Его воздушные змеи вскоре начали использоваться в метеорологии, и он стал членом Королевского метеорологического общества.
В декабре 1901 года он предложил свой проект Военному ведомству в качестве разведывательного «военного змея» для использования во Второй англо-бурской войне и совершил несколько демонстрационных полётов на высоте более 600 м в различных местах по всему Лондону. В 1903 году в Александра-паласе состоялась большая выставка воздушных змеев Коди. В том же году ему удалось пересечь Ла-Манш на лодке, буксируемой одним из его воздушных змеев. Его работа привлекла внимание британской армии, в июне 1904 года он подписал контракт с годовым жалованием 1000 фунтов, он отвечал за разработку воздушных змеев, воздушных шаров и аэропланов.
В 1905 году, используя совершенно другой дизайн, больше похожий на бесхвостый биплан, он разработал пилотируемого воздушного змея, которым сам же управлял. Машина была запущена на тросе, полёт походил на запуск воздушного змея, затем трос был отвязан и змей начал планирование. Конструкция примечательна тем, что это был первый летательный аппарат, который эффективно использовал элероны (фактически они были элевонами) для управления креном.
В конечном итоге Коди удалось заинтересовать британскую армию своими воздушными змеями. В 1906 году он был назначен главным инструктором по кайтингу в школе воздушных шаров в Олдершоте, а вскоре после этого начал работать в армейской фабрике воздушных шаров в Фарнборо вместе со своим пасынком Вивианом. Фабрика в конечном итоге стала Королевским авиастроительным предприятием, а Вивиан Коди продолжил успешную карьеру технического специалиста. В 1908 году Военное министерство официально приняло на вооружение воздушных змеев Коди. Со временем группа, использовавшая воздушные змеи, стала ротой № 1 в Воздушном батальоне Королевских инженеров, из которой впоследствии стала эскадрой № 1 Королевского лётного корпуса и, в конечном итоге, эскадроном № 1 Королевских ВВС.
Наконец, в 1907 году Коди создал беспилотного «моторного змея». Он походил на его стандартного воздушного змея, но имел некоторые отличия: большие крылья, хвостовое оперение с двумя килями, 15-сильный двигатель Buchet. Полноценный полёт так и не состоялся; Коди натянул длинный трос и управлял змеем в ангаре в Фарнборо.
2 сентября 1908 года он совершил взлёт на воздушном змее с палубы линкора HMS Revenge. Адмиралтейство в конечном итоге приобрело четыре военных воздушных змея.

### ДирижабльNulli Secundus

Открытка с изображением дирижабля Nulli Secundus (1907)

Прежде чем Коди смог применить свои новые навыки на самолётах, он должен был помочь завершить дирижабль, строившийся в ангаре Фарнборо. В декабре 1906 года он отправился во Францию, где приобрёл двигатель Antoinette мощностью 40 л. с. В течение 1907 года ему были предоставлены полномочия главного проектировщика гондолы и силовой установки дирижабля. 5 октября 1907 года первый дирижабль британской армии Nulli Secundus вылетел из Фарнборо и достиг Лондона за 3 часа 25 минут. На борту находился Коди и его командир полковник Джон Каппер. Обогнув собор Святого Павла, они попытались вернуться в Фарнборо, но встречный ветер со скоростью 29 км/ч заставил их приземлиться в Кристал Пэласе. Там дирижабль был повреждён сильными порывами ветра.

### Самолёты
Позже, в 1907 году, армия решила поддержать разработку управляемого самолёта Коди под названием Британский армейский аэроплан № 1. В сентябре 1908 года спустя чуть менее года после начала строительства он начал тестировать машину, постепенно увеличивая высоту полёта, пока 16 октября она не достигла 420 м.
Его полёт 16 октября 1908 года признан первым официальным полётом пилотируемой машины тяжелее воздуха в Великобритании. Машина была повреждена при посадке. После ремонта и масштабных модификаций Коди совершил ещё один полёт в начале 1909 года. Военное министерство тогда решило прекратить поддержку разработки самолёта, и контракт Коди с армией был расторгнут в апреле 1909 года, так как министр «не видел для аэропланов какого-либо военного использования». Коди забрал свой самолёт и продолжил работать над проектом в Фарнборо, используя равнину Лаффана для своих испытательных полётов.

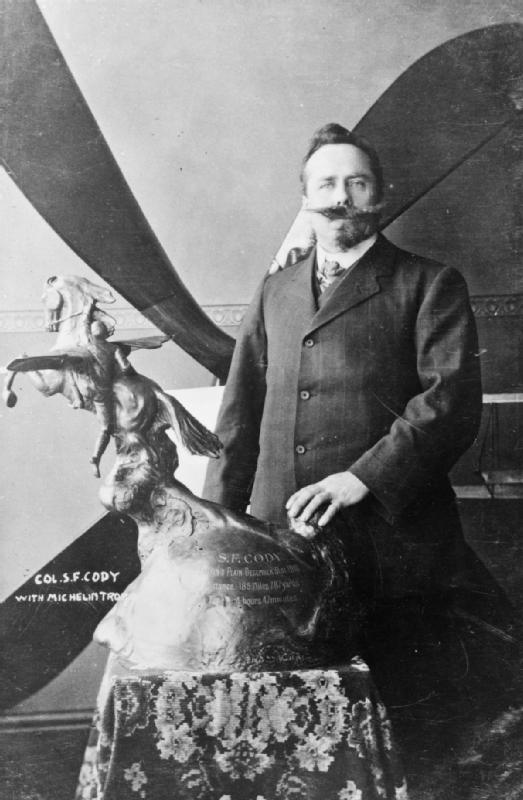
Коди с Кубком Мишлен

14 мая 1909 года ему удалось пролететь на самолёте более мили, он установил первые официальные британские рекорды дистанции и длительности полёта. К августу 1909 года Коди завершил последнюю модификацию самолёта. 14 августа он впервые перевёз пассажиров: сначала это был его бывший командир Каппер, а затем жена Лила Коди. 8 сентября Коди на своём самолёте пролетел более 64 км за 63 минуты, побив предыдущий мировой рекорд дальности полёта — 40 км.
29 декабря 1909 года Коди предпринял попытку совершить беспосадочный перелёт между Ливерпулем и Манчестером. Он отправился из ипподрома Эйнтри в 12:16, но из-за сильного тумана лишь через 19 минут после взлёта его заставили приземлиться на ферме Валенсия недалеко от Экклстон-Хилл, Сент-Хеленс.
7 июня 1910 года Коди получил сертификат Королевского аэроклуба № 9. С 11 по 16 июля он принимал участие во встрече авиаторов в Борнмуте, где познакомился с Луи Блерио. 31 декабря того же года Коди на новом самолёте выиграл Кубок Мишлен за самый длинный полёт, совершенный в Англии, он находился в воздухе 4 часа 47 минут и преодолел 298,47 км. В 1911 году третий самолёт Коди стал единственным британским аппаратом, успешно завершившим воздушную гонку «Круг Великобритании», организованную Daily Mail. Коди занял четвёртое место, за что в 1912 году был награждён серебряной медалью Королевского аэроклуба. 21 июня 1912 года Коди подготовил для испытаний свой четвёртый самолёт — моноплан с закрытой кабиной. Но 8 июля в ходе второго полёта самолёт был сильно повреждён, столкнувшись с коровой при посадке. Животное погибло, в то время как сам Коди не получил серьёзных травм. Владелец коровы отсудил у Коди 18 фунтов. Пятый самолёт — биплан с новым двигателем мощностью 120 л. с. — завоевал первый приз на Военных лётных испытаниях 1912 года на равнине Солсбери. Коди получил приз в 5000 фунтов и золотую медаль Королевского аэроклуба.

### Смерть

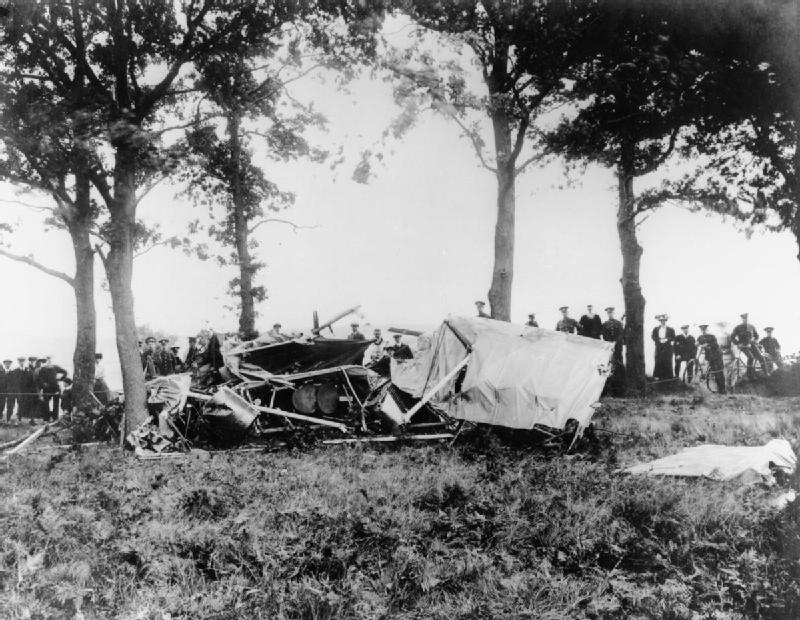
Обломки самолёта, в результате крушения которого Коди погиб

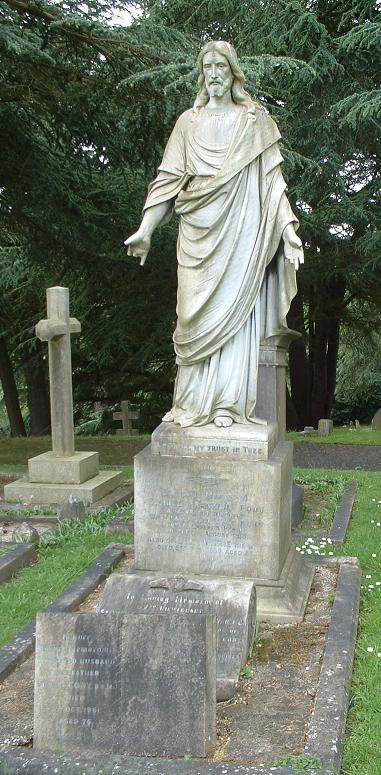
Могила Коди на Олдершотском военном кладбище

Коди продолжал работать над самолётами на свои собственные средства. 7 августа 1913 года на равнине Лаффанс в селе Коув он испытывал свою последнюю разработку — гидроплан. На высоте 152 м самолёт разрушился; и Коди, и его пассажир, крикетист Уильям Эванс, погибли. Мужчины, будучи не пристегнутыми, выпали из самолёта. Примечательно, что изначально с Коди должен был лететь его пасынок Леон. Королевский аэроклуб в ходе расследование авиационного происшествия пришёл к выводу, что авария произошла из-за конструктивного дефекта, и предположил, что оба могли бы выжить, если бы были пристёгнуты. Коди был похоронен со всеми воинскими почестями на Олдершотском военном кладбище; Похоронная процессия собрала около 100 000 человек.
Через четыре года рядом с могилой Коди был похоронен его единственный родной сын Сэмюэл Франклин Лесли Коди, родившийся в Базеле в 1895 году. Он служил в 41-й эскадрилье Королевского лётного корпуса и был убит в Бельгии 23 января 1917 года.

## Технические решения
Кайты Коди были созданы на базе двухъярусного коробчатого змея Лоуренса Харгрейва и американских метеорологических змеев Blue Hill. Он добавил к конструкции крылья и механизмы управления. Один из его змеев стал первым летательным аппаратом, который использовал элероны для управления креном. В качестве материала он использовал главным образом шёлк, в то время как поперечные опоры были сделаны из бамбука (у меньших змеев) или более крепкого американского гикори (у больших моделей).
У первого самолёта Коди был квадратный деревянный фюзеляж, скреплённый проволокой. Использовалась аэродинамическая схема «утка». Двигатель был установлен сверху на нижнем крыле, за двигателем — сиденье пилота. Пара V-образных стоек спереди несла ось с двумя колёсами, а третье колесо было установлено в задней части фюзеляжа. Также небольшие колёса были установлены на передней кромке на нижних концах крыльев. У крыльев были деревянные лонжероны на передних и задних кромках. Конструкция позволяла на земле изменять форму (выпуклость) посредством натянутых проводов между лонжеронами. Главным отличием второй модели от более ранней машины был один большой винт, установленный сзади вместо двух передних, его приводил в действие двигатель мощностью 60 л. с. Третья модель была меньше двух предыдущих, при этом мощность двигателя оставалась, как у второй машины. Четвёртая модель отличалась от всех предыдущих тем, что двигатель располагался в носовой части, три предыдущие были самолётами с толкающими винтами. Самолёт вмещал двух человек. Хвостовое оперение было оснащено двумя рулями высоты и двумя рулями направления на четырёх бамбуковых прутьях, которые вели назад от фюзеляжа, все движущиеся поверхности хвоста образовывали коробчатую форму. Ткань была вытянута между хвостовыми прутьями, образуя крестообразную форму в поперечном сечении. Пятый самолёт был схож по компоновке на первые три. У него были расположенные сзади рули направления треугольной формы и один четырёхлопастный винт, самолёт был оснащён 120-сильным двигателем Austro-Daimler. Последний самолёт Коди был гидропланом. Имея размах крыльев 18,14 м, это был его самый большой самолёт. Двигатель обладал мощностью 100 л. с.
|                                   |          |          |                     |          |           |
| Британский армейский аэроплан № 1 | Модель 2 | Модель 3 | Модель 4 (моноплан) | Модель 5 | Гидроплан |

## Наследие
В 2008 году команда энтузиастов-добровольцев построила полноразмерную копию Британского армейского аэроплана № 1 в ознаменование столетия первого полёта машины. Он находится на постоянной экспозиции в Музее траста авиационной науки в Фарнборо. Экспозиция находится примерно в 300 метрах от места исторического полёта. В августе 2013 года 94-летний капитан Эрик Браун за свой счёт установил памятник Коди рядом с музеем.
Когда Коди испытывал свой первый самолёт, он привязал его к дереву, чтобы оценить силу тяги его пропеллера. Растение стало известно как «Дерево Коди» и росло ещё в течение длительного времени. Позже подмастерья Королевского авиастроительного предприятия отлили алюминиевую копию дерева и установили на месте, где раньше росло настоящее дерево.
В апреле 2013 года двое внуков Вивиана Коди выступили на программе Roadshow Antiques канала BBC One, где показали два Кубка Мишлен, выигранных Коди, каждый из них был оценён в 25—30 тысяч фунтов.

## Мистификация Брумфилда
Г. А. Брумфилд был помощником и другом Коди, они познакомились, когда Коди покинул армию и переехал на равнину Лаффана. В 1948 году он представил Музею науки в Лондоне модель аэроплана № 1, которая во многих деталях была неверной. Брумфильд утверждал, что первый полёт состоялся в мае 1908 года. Таким образом, полёт, якобы, состоялся за месяц до того, как аналогичный первый полёт совершил Эллиот Вердон Ро, и Брумфилд хотел доказать, что первым был именно Коди. Утверждение Ро о его полёте позже было опровергнуто, но к тому времени Брумфилд настолько распространил свою историю, что уже не мог отступать.
В 1949 году Брумфилд подал заявку в Королевское авиастроительное предприятие и сделал для Дерева Коди новую табличку с датой 16 мая 1908 года. Эта история впервые появилась в печати в 1951 году, а затем в 1952 году в статьях, опубликованных независимыми исследователями. Более полное описание ложного дня полёта появилось в биографии Коди, написанной Брумфилдом, «Пионер воздуха» (1953). Версию Брумфильда поддержали Джеффри де Хэвилленд, который представил Предисловие, и Чарльз Грей, редактор журнала Aeroplane, который написал Введение. Мистификация была раскрыта лишь в 1958 году, к 50-летию полёта, когда три исследователя: Г. Лейси из Музея науки, А. Брей из Королевского авиастроительного предприятия и независимый историк Чарльз Гиббс-Смит — попросили Брумфилда дать разъяснения.